# The Dylans
The Dylans erano un gruppo musicale alternative rock/pop inglese originario di Sheffield attivo tra il 1990 ed il 1994. Nella loro breve carriera hanno pubblicato due album e alcuni singoli.
Il gruppo era guidato dal cantante e bassista Colin Gregory membro in precedenza degli One Thousand Violins, gruppo indie pop con reminiscenze sixties.

## Formazione
- Colin Gregory
- Jim Rodger
- Andy Curtis
- Quentin Jennings
- Garry Jones
- Andy Cook
- Craig Scott
- Ike Glover

## Discografia

### Album in studio
- The Dylans (1991) Situation Two/Beggars Banquet (US)
- Spirit Finger (1994) Beggars Banquet/Atlantic

### Singoli
- "Godlike" (1991) RCA (UK No. 98)
- "Lemon Afternoon" (1991) Situation Two
- "Planet Love" (1991) Situation Two
- "Mary Quant In Blue" (1992) Situation Two
- "Grudge" (1993) Beggars Banquet
- "I'll Be Back To Haunt You" (1994) Beggars Banquet